# Auguste Trognon
Pour les articles homonymes, voir Trognon.
Auguste Trognon (1795-1873) est un historien français. Il composa notamment une Histoire de France en cinq volumes qui lui valut le grand prix Gobert en 1865, une Vie de Marie-Amélie, reine des Français, ainsi que des romans historiques.

## Biographie
Né à Paris le 26 septembre 1795, il est le fils de Jean Marie Trognon (mort en 1844), employé au ministère des finances.
Ancien élève du lycée Napoléon et du Pensionnat normal (promotion de 1813), Auguste Trognon fut professeur de rhétorique au collège de Langres avant de devenir professeur d'histoire au collège royal Louis-le-Grand. En 1822, François Guizot l'avait choisi comme suppléant dans sa chaire d'histoire moderne à la Faculté des lettres de Paris.
En 1825, il devient le précepteur du prince François d'Orléans, fils du futur Louis-Philippe Ier.
Rédacteur au journal littéraire Le Globe, Auguste Trognon fut également l'auteur de traductions d'Héliodore (Histoire éthiopique), de Quinte-Curce (Histoire d'Alexandre le Grand), de Théodore Prodrome (Amours de Rhodanthè et de Dosiclès), et des écrivains italiens Ugo Foscolo (Dernières Lettres de Jacopo Ortis), Alessandro Manzoni et Silvio Pellico.
Il meurt à Paris dans les derniers jours de décembre 1873, à l'âge de soixante-dix-huit ans.

## Publications sélectives
- Histoire de France, 5 volumes, Louis Hachette, Paris, 1863-1865.
- Vie de Marie-Amélie, reine des Français, Michel Lévy frères, Paris, 1872.
- Le livre des gestes du roi Childebert III, Brière, Paris, 1825.
- Histoire admirable du Franc Harderad et de la Vierge Aurélia, Brière, Paris, 1825.

## Sources biographiques
- Polybiblion : Revue bibliographique universelle, Volume 11, Aux bureaux de la revue, Paris, 1873, pp. 107-108 (lire en ligne).
- Jean-Claude Polet, Patrimoine littéraire européen : Index général, De Boeck Supérieur, 2000.  (ISBN 2804131629)